# Kommissionierwagen

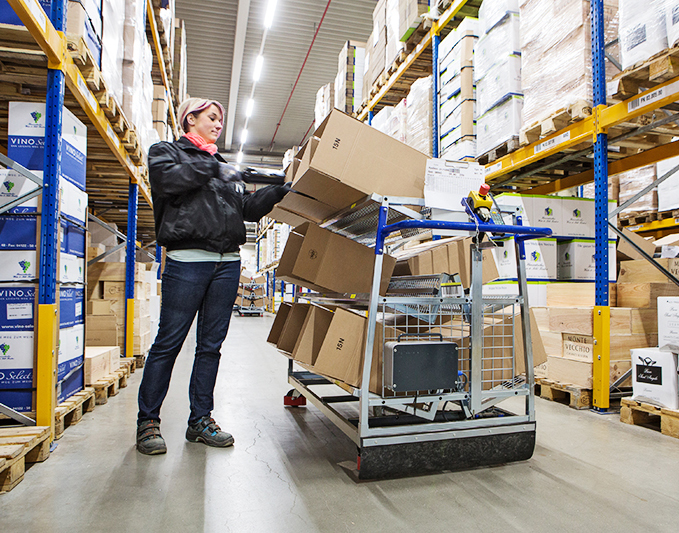
Kommissionierwagen im Einsatz

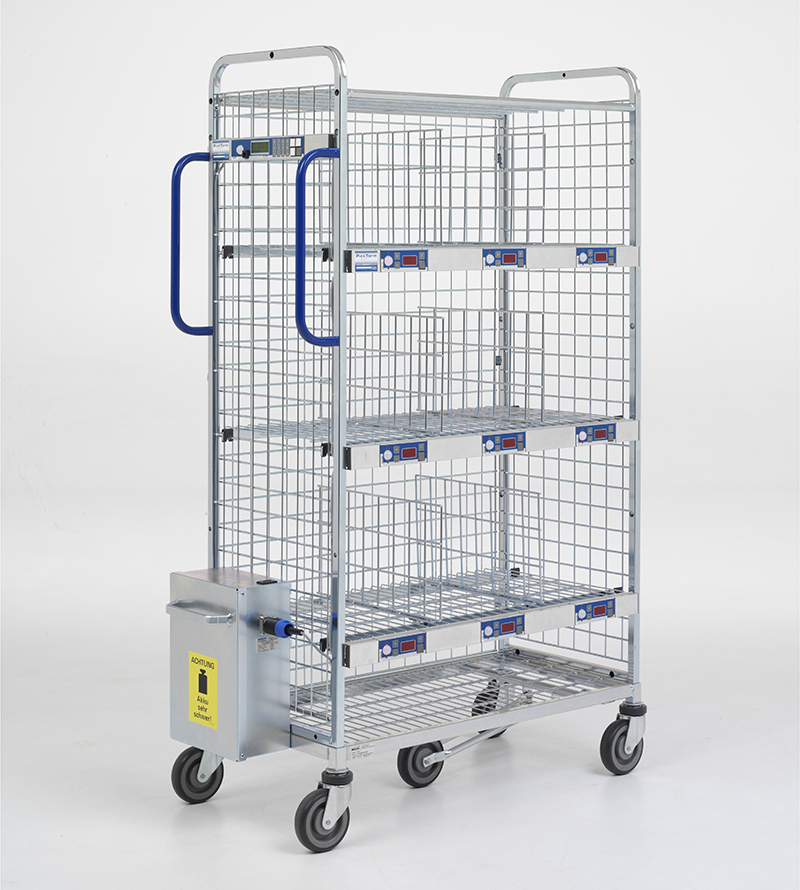
Kommissionierwagen mit Pick-by-Light-Funktion

Ein Kommissionierwagen, auch englisch Pick Cart oder Picking Cart genannt, ist in der Regel ein Etagenwagen, der in Warenlagern für den Transport von kommissionierten Waren eingesetzt wird. Kommissionierwagen werden meist manuell zu den jeweiligen Kommissionierfächern oder Palettenplätzen gezogen oder geschoben, für schwere Beladung gibt es auch elektrisch angetriebene Wagen. 
Ausstattungsmerkmale eines Kommissionierwagens sind gelegentlich eine abklappbare Leiter für das Erreichen von Waren in höher gelegenen Regalfächern, Zettelhalter für Picklisten oder eine Kleiderstange für Hängeware. Über einen Akku kann auch ein Monitor, Funkscanner und Drucker angeschlossen werden.

## Anwendungsbereiche
Die Kommissionierwagen werden überwiegend in der Intralogistik des Online- und Versandhandels eingesetzt, aber auch für die Bereitstellung von Arbeitsmitteln in Produktions- und Montagebetrieben. 

### Pick-by-Light-System
Kommissionierwagen können für eine wegeoptimierte Fahrt durch das Warenlager in ein Pick-by-Light-System eingebunden werden. Hierzu werden die Wagen mit einer Batterie für die mobile Stromversorgung der WLAN-Anbindung und Put-to-Light-Fachanzeigen ausgestattet. 

### Pick-and-Pack-Verfahren
Bei Kommissionierwagen für das Pick-and-Pack-Verfahren sind die Wagen auf die Größe der Versandkartons zugeschnitten. Hierbei werden die Versandkartons direkt zu den Artikeln transportiert. Die kommissionierten Artikel werden im Anschluss direkt vor Ort mit dem Lieferschein in den Versandkarton gepackt und in die Versandabteilung gefahren. Ein nachträgliches Umpacken entfällt hierbei.